# (8405) Asbolos
Pour les articles homonymes, voir Asbolos (homonymie) et Asbolus.
(8405) Asbolos, désignation internationale (8405) Asbolus, est un centaure, une planète mineure dont l'orbite croise celle des planètes externes du système solaire. Il fut découvert par James V. Scotti et Robert Jedicke du programme Spacewatch le 28 mars 1995. Il porte le nom d'Asbolos, un centaure de la mythologie grecque.
L'orbite d'Asbolos est hautement excentrique et l'amène au plus proche entre Jupiter et Saturne, au plus loin jusqu'à l'orbite de Neptune. Le centaure mesure environ 70 km de diamètre.
Aucune image résolue d'Asbolos n'a été prise, mais des analyses spectrales réalisées par le télescope spatial Hubble ont révélé une grande complexité de composition chimique, interprétée comme un cratère d'impact récent (moins de 10 millions d'années) à sa surface, ce dernier ayant exposé le matériau interne de l’astéroïde, non-altéré et contrastant fortement avec le reste de sa surface, très altéré par une exposition beaucoup plus prolongée aux rayons ultra-violet du Soleil, aux vents solaires et aux rayons cosmiques.